# Ravenswoud
Ravenswoud est un village situé dans la commune néerlandaise d'Ooststellingwerf, dans la province de la Frise. Le 1er janvier 2008, le village comptait 415 habitants.

## Histoire
Ravenswoud est l’un des plus jeunes villages de la commune d’Ooststellingwerf. Il a été fondé au XIXe siècle lors de la mise en valeur des tourbières de la région. Le village a longtemps vécu de l’exploitation de la tourbe et de l’agriculture traditionnelle.

## Géographie et environnement
Ravenswoud est situé à proximité des réserves naturelles du Fochteloërveen, l’un des derniers grands marais tourbeux surélevés des Pays-Bas, abritant une faune et une flore remarquables, notamment des grues cendrées et des rapaces. Le village est entouré de paysages boisés et de zones humides, caractéristiques de l’est de la province de Frise.

## Population et vie locale
La population est restée modeste au fil du temps, avec un peu plus de 400 habitants au recensement de 2008. Le village conserve une atmosphère rurale et communautaire, avec quelques services de proximité. Comme dans de nombreux villages frisons, l’identité locale est marquée par l’usage de la langue frisonne, bien que le néerlandais soit la langue administrative et scolaire.

## Tourisme
Grâce à sa proximité avec le Fochteloërveen, Ravenswoud attire des visiteurs intéressés par la randonnée, l’observation des oiseaux et le tourisme vert. Des pistes cyclables et sentiers pédestres relient le village aux autres localités de la commune d’Ooststellingwerf.